# 抗法斗争东岭村集议地
抗法斗争东岭村集议地，位于中国广东省湛江市湛江湖光镇东岭村，为湛江市的一个市、县级文物保护单位，类型为近现代重要史迹及代表性建筑，公布时间为1999年9月15日。
抗法斗争东岭村集议地的历史年代为近代。